# Skamieniałość przewodnia
Skamieniałości przewodnie – skamieniałości charakteryzujące się wąskim zasięgiem stratygraficznym i szerokim rozprzestrzenieniem geograficznym, dzięki czemu są dobrym narzędziem datującym skały osadowe, w których występują. Przykładem takich skamieniałości są trylobity, graptolity, konodonty, amonity, otwornice.
Organizmy, które dają dobre skamieniałości przewodnie, charakteryzowały się powszechnością występowania, szerokim spektrum środowiskowym, szybkim tempem ewolucji (krótkimi zasięgami czasowymi). Skamieniałości pochodzące od nich powinny być łatwe do identyfikacji.

## Przykładowe skamieniałości przewodnie

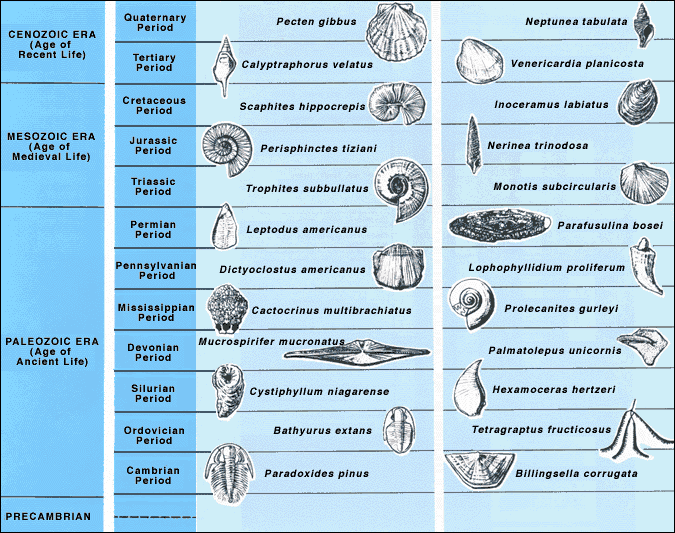